# Wizytki

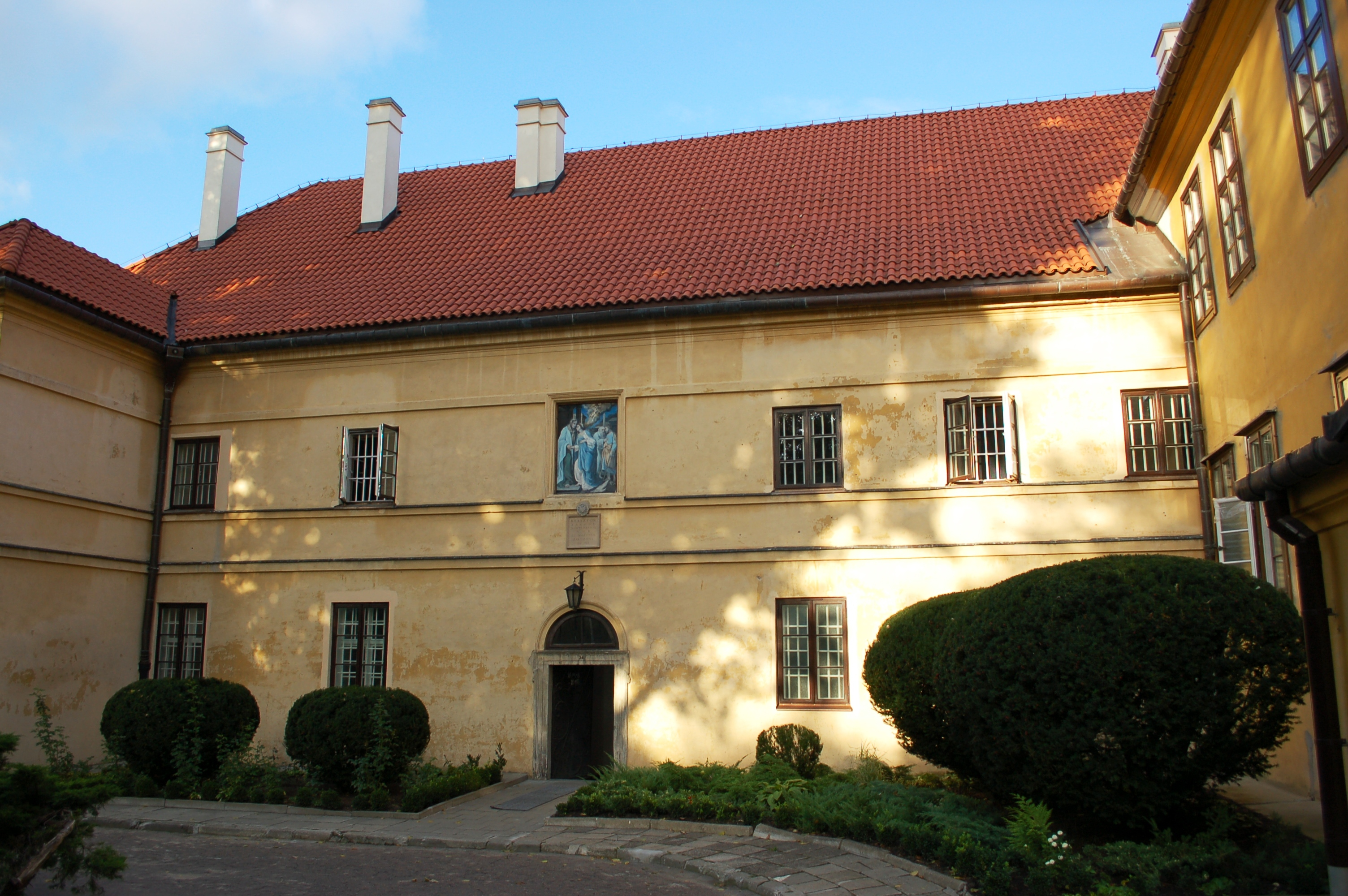
Klasztor Sióstr Wizytek w Warszawie

Zakon Nawiedzenia Najświętszej Maryi Panny, łac. Ordo Visitationis Beatissimae Mariae Virginis – klauzurowe zgromadzenie zakonne – żeński zakon, w Polsce zwany potocznie siostrami wizytkami.
Nazwa wizytki wywodzi się od francuskiego czasownika: visiter – po polsku: odwiedzać. Nowo założone zgromadzenie miało bowiem początkowo charakter kontemplacyjno-czynny: wizytki wzorem Maryi nawiedzającej św. Elżbietę, udawały się z pomocą do ubogich i chorych.
Wizytki znane są powszechnie ze swej działalności edukacyjnej – przez wieki siostry prowadziły szkoły dla dziewcząt, głównie z arystokratycznych rodzin.

## Historia
Zakon został założony 6 czerwca 1610 w Annecy we Francji przez św. Franciszka Salezego biskupa Genewy, z pomocą św. Joanny Franciszki de Chantal.
W 1618 zgromadzenie stało się zakonem kontemplacyjnym.
W chwili śmierci św. Joanny de Chantal (1641), zgromadzenie liczyło już 87 domów zakonnych niemal w całej Europie.
W 1671 do klasztoru Sióstr Nawiedzenia wstąpiła Małgorzata Maria Alacoque, przyszła święta i jedna z najbardziej znanych wizytek; od jej czasów zgromadzenie Nawiedzenia NMP znane jest w świecie z propagowania kultu Najświętszego Serca Pana Jezusa.
Pierwsze wizytki zostały sprowadzone do Polski w 1654 przez Ludwikę Marię Gonzagę, wdowę po królu Władysławie IV oraz żonę króla Jana Kazimierza. Było ich dwanaście, a ich przełożoną była Marią Katarzyna de Glétain. Zamieszkały w Warszawie, w klasztorze przy Krakowskim Przedmieściu, który wówczas był tylko drewnianą konstrukcją, założoną z funduszy m.in. siostrzanych klasztorów z Francji.
Kolejne klasztory i pensje zostały założone w Krakowie, Lublinie i Wilnie. Ten ostatni został zamknięty po powstaniu styczniowym w 1864 przez Murawjowa. Wygnane z niego siostry przeniosły się do Francji, skąd powróciły do Polski w 1901 i wybudowały klasztor w Jaśle.
Do wybuchu wojny w 1939 setki dziewcząt w Polsce zostało wykształconych i wychowanych w pensjach sióstr wizytek. 2. sierpnia 1944 klauzura klasztoru na Krakowskim Przedmieściu została otwarta, gdzie na czas trwania powstania warszawskiego siostry przyjmowały ludność cywilną.
Dziś klasztory Zakonu Nawiedzenia NMP znajdują się w 34 krajach świata; w Polsce w 4 miastach: Warszawie, Krakowie, Jaśle i Rybniku (wcześniej w Siemianowicach Śląskich).